# Adresat narracyjny
Adresat narracyjny – czytelnik, do którego zwraca się narrator, usiłujący oddziaływać na czytelnika przez konstrukcję świata przedstawionego  oraz do niego dotrzeć, np.: w opowiadaniu K. Brandysa Sposób bycia.